# Alpheus holthuisi
Alpheus holthuisi is een garnalensoort uit de familie van de Alpheidae. De wetenschappelijke naam van de soort is voor het eerst geldig gepubliceerd in 1964 door Ribeiro.